# Adolph Schultz (Anthropologe)
Adolph Hans Schultz (* 14. November 1891 in Stuttgart; † 26. Mai 1976 in Zürich) war ein deutsch-schweizerischer Primatologe, Anthropologe sowie Hochschullehrer.

## Leben

### Familie und Ausbildung
Der in Stuttgart geborene Adolph Schultz, Sohn  des Kaufmanns Karl Julius Johannes Schultz und der gebürtigen Schweizerin Sophie geborene Frick, übersiedelte nach dem frühen Tod seines Vaters mit seiner Familie nach Zürich, dort erlangte er 1910 die Maturität. Im Anschluss wandte er sich dem Studium der Naturwissenschaften an den Universitäten Zürich und Bern zu. Adolph Schultz, der unter anderem die Fächer Zoologie und vergleichende Anatomie bei Professor Georg Ruge belegte, ab 1913 anthropologische Studien betrieb, wurde 1916 bei Professor Otto Schlaginhaufen zum Dr. phil. promoviert.
Adolph Schultz heiratete 1924 die US-amerikanische Staatsbürgerin Travis, die Tochter des John Bader. Er verstarb im Mai 1976 im Alter von 84 Jahren in Zürich.

### Beruflicher Werdegang
Adolph Schultz, der nach seinem Studienabschluss seinen Wohnsitz in die USA verlegte, trat 1917 eine Stelle als Research Associate am embryologischen Forschungslabor des Carnegie-Instituts in  Washington, D.C. an. 1925 folgte er einem Ruf als Associate Professor für physiologische Anthropologie an die Johns Hopkins University in Baltimore, im Bundesstaat Maryland. 1936 wurde er in die American Philosophical Society und 1939 in die National Academy of Sciences gewählt. Schultz, der in den 1920er und 1930er Jahren Feldexpeditionen mit primatologischem Schwerpunkt nach Nicaragua, Panama sowie Asien unternahm, kehrte 1951 in die Schweiz zurück, im gleichen Jahr wurde er zum ordentlichen Professor für physiologische Anthropologie und Direktor des anthropologischen Instituts an der Universität Zürich bestellt, 1962 wurde er emeritiert.
Adolph Schultz, Mitherausgeber des Standardwerks Primatologia, erschienen seit 1956, trat insbesondere als Verfasser bedeutender Arbeiten über Paläanthropologie und Systematik, vergleichende Anatomie, Evolution und pathologische Erscheinungen der Primaten hervor. In Anerkennung seiner Verdienste auf seinem Fachgebiet wurde Adolph Schultz unter anderem mit der Ehrendoktorwürde der Universität Basel ausgezeichnet.

## Publikationen
- Anthropologische Untersuchungen an der Schädelbasis, Dissertation, Vieweg, Braunschweig, 1917
- Die Körperproportionen der erwachsenen catarrhinen Primaten, mit spezieller Berücksichtigung der Menschenaffen, Schweizerbart’sche Verlagsbuchhandlung, Stuttgart, 1933
- Observations on the growth, classification and evolutionary specialization of gibbons and siamangs, Johns Hopkins Press, Baltimore, Md., 1933
- Growth and development of the chimpanzee, Washington, 1940
- Einige Beobachtungen und Masse am Skelett von Oreopithecus : Im Vergleich mit anderen catarrhinen Primaten, Stuttgart, 1960
- Die Primaten, Loewit, Wiesbaden, 1972